# Piperidin-N-carbaldehyd
Piperidin-N-carbaldehyd ist eine chemische Verbindung aus der Gruppe der substituierten Aldehyde und Stickstoffheterocyclen.

## Gewinnung und Darstellung
Piperidin-N-carbaldehyd kann durch Reaktion von Piperidin mit Kohlenmonoxid in Benzol bei 200 bar in Gegenwart von Katalysatoren gewonnen werden.

## Eigenschaften
Piperidin-N-carbaldehyd ist eine wenig flüchtige, farblose Flüssigkeit, die löslich in Wasser ist.

## Verwendung
Piperidin-N-carbaldehyd wird als Reaktionspartner für die direkte Amidierung von Azolen mit Formamiden, Vilsmeier-Reaktionen von Pyrazolen mit Amiden in Gegenwart von Phosphoroxychlorid und Synthese von alternierenden Copolymeren für organische Photovoltaik-Anwendungen verwendet.

## Sicherheitshinweise
Die Dämpfe von Piperidin-N-carbaldehyd können mit Luft beim Erhitzen über seinen Flammpunkt ein explosionsfähiges Gemisch (Flammpunkt 92 °C) bilden.